# Hélène Jégado
Hélène Jégado (Plouhinec, Francia;  17 de junio de 1803 - Rennes, Francia; 26 de febrero de 1852) fue una sirvienta y asesina en serie francesa. Se cree que asesinó a 36 personas con arsénico durante un período de 18 años. Después de un período inicial de actividad, entre 1833 y 1841, parece que se detuvo durante casi diez años antes de una serie final de asesinatos en 1851.

## Primeros años y crímenes
Hélène Jégado nació en una pequeña granja ubicada en Plouhinec, cerca de Lorient en Bretaña. Perdió a su madre a los siete años y fue enviada a trabajar con dos tías que eran sirvientas en la rectoría de Bubry. Después de cumplir los 17 años acompañó a una tía a la ciudad de Séglien. Se convirtió en cocinera del cura donde surgió un incidente en el que fue acusada de agregar cáñamo a la sopa del mismo.
Su primera sospecha de envenenamiento ocurrió en 1833 cuando fue empleada por otro sacerdote de nombre P. François Le Drogo en el cercano pueblo de Guern. En tres meses, entre el 28 de junio y el 3 de octubre, siete miembros de la familia murieron repentinamente (Menra Dubois, Frank Dubois y Diana Dubois), incluido el propio sacerdote, sus ancianos padres y la propia hermana de la criada: Anne Jégado que la visitaba. Su aparente dolor y su comportamiento piadoso eran tan convincentes que no se sospechaba. Poco después de la epidemia de cólera de 1832, es posible que las muertes se hayan atribuido a causas naturales.
Jégado regresó a Bubry para reemplazar a su hermana, donde murieron tres personas en el transcurso de tres meses, incluida su otra tía, a quienes cuidaba junto a su cama. Continuó hasta Locminé, donde trabajó con una costurera (Marie-Jeanne Leboucher); tanto Leboucher como su hija murieron y un hijo se enfermó. Es posible que el hijo sobreviviera porque no aceptó los cuidados de Jégado. Cuando en el mismo pueblo, la viuda Lorey le ofreció una habitación a Jégado, murió después de comer una sopa que le había preparado su nueva huésped. En mayo de 1835, fue contratada por Madame Toussaint y siguieron cuatro muertes más. En ese momento ya había puesto a diecisiete personas en sus tumbas. Su trabajo como cocinera le facilitaba añadir en sopas y pasteles "polvos blancos", es decir, arsénico en forma de las hojuelas que entonces se vendían como veneno para ratas, previamente desmenuzadas.
Posteriormente en 1835 Jégado fue empleada como sirvienta en un convento de Auray, pero rápidamente fue despedida tras varios incidentes de vandalismo y sacrilegio.
Luego trabajó como cocinera en otros hogares en Auray, después en Pontivy, Lorient y Port-Louis; trabajó brevemente en cada uno de ellos. A menudo alguien se enferma o muere. Entre sus asesinatos más infames está el de una niña, la pequeña Marie Bréger, que murió en el castillo de Soye (Ploemeur) en mayo de 1841, diez años y un mes antes de su arresto final. La mayoría de las víctimas murieron mostrando síntomas correspondientes al envenenamiento por arsénico, aunque nunca fue sorprendida con arsénico en su poder. No hay registro de presuntas muertes desde finales de 1841 hasta 1849, pero varios de sus empleadores informaron posteriormente de robos; aparentemente era también una cleptómana y la pillaron robando varias veces.
Su carrera dio un nuevo giro en 1849 cuando se mudó a Rennes, la capital de la región.
Aunque no hay mucha información que indique por qué cometió estos delitos, generalmente se puede relacionar con problemas psicológicos. El modelo de psicopatología explica que sus delitos pueden estar vinculados a sus problemas psicológicos. Es posible que estos problemas surgieran a una edad temprana después de la muerte de su madre. No es raro que un niño desarrolle el síndrome del niño abandonado debido al fallecimiento de los padres. Jégado dijo una vez que asesinar gente le daba una sensación de poder, que disfrutaba.

## Arresto
En 1850 se incorporó al personal doméstico de Théophile Bidard, profesor de derecho en la Universidad de Rennes. Una de sus sirvientas (Rose Tessier) enfermó y murió cuando Jégado la atendió. En 1851 una de las otras sirvientas (Rosalie Sarrazin) también se enfermó y murió. Dos médicos habían intentado salvar a Sarrazin y como los síntomas eran similares a los de Tessier, convencieron a los familiares de que permitieran una autopsia. Jégado despertó sospechas cuando anunció su inocencia antes de que le preguntaran nada y fue detenida el 1 de julio de 1851.
Investigaciones posteriores la vincularon con 23 presuntas muertes por envenenamiento entre 1833 y 1841, pero ninguna de ellas fue investigada a fondo ya que estaban fuera del límite de diez años para el enjuiciamiento y no había evidencia científica. El folclore local ha atribuido a su proceder muchas muertes inexplicables, algunas de las cuales casi con certeza se debieron a causas naturales. La estimación más fiable es que probablemente cometió unos 36 asesinatos.

## Juicio
El juicio de Jégado comenzó el 6 de diciembre de 1851 pero debido a las leyes francesas de pruebas permisibles y prescripción, fue acusada solo de tres asesinatos, tres intentos de asesinato y 11 robos. Al menos un caso posterior parece haber sido abandonado ya que involucraba a un niño y la policía se mostró reacia a molestar a los padres con una exhumación. El comportamiento de Jégado en la corte fue errático, pasando de murmullos humildes a gritos piadosos y ocasionales arrebatos violentos contra sus acusadores. Ella negó sistemáticamente que incluso supiera qué era el arsénico a pesar de la evidencia en contra. Los médicos que habían examinado a sus víctimas generalmente no habían notado nada sospechoso, pero cuando las víctimas más recientes fueron exhumadas mostraron evidencia abrumadora de arsénico y posiblemente antimonio.
La abogada defensora, la joven Magloire Dorange de 24 años, pronunció un notable discurso de clausura, argumentando que ella necesitaba más tiempo que la mayoría para arrepentirse y que podría evitar la pena de muerte ya que de todos modos se estaba muriendo de cáncer.
Descrita como "la nueva Brinvilliers" el caso atrajo poca atención en ese momento, desplazado de las primeras planas por el golpe de Estado en París.
Jégado fue condenada a muerte en la guillotina y ejecutada frente a una gran multitud de espectadores en el Champ-de-Mars en Rennes el 26 de febrero de 1852. Fue enterrada en la fosa común del cementerio del Norte.